# Coenobita
Coenobita (лат.) — род десятиногих раков из надсемейства раков-отшельников (Paguroidea). Взрослые особи ведут сухопутный образ жизни. Как и другие раки-отшельники, носят на себе раковины брюхоногих моллюсков содержащие запас воды, позволяющий им жить на суше. Большинство видов Coenobita обитают в Индо-Тихоокеанском регионе, только один вид в Западной Африке, ещё один встречается вдоль западного побережья Атлантического океана, и один вид на Тихоокеанском побережье Южной Америки.

## Систематика
- Coenobita brevimanus Dana, 1852
- Coenobita carnescens Dana, 1851
- Coenobita cavipes Stimpson, 1858
- Coenobita clypeatus (Fabricius, 1787)
- Coenobita compressus H. Milne-Edwards, 1836
- Coenobita longitarsis De Man, 1902
- Coenobita olivieri Owen, 1839
- Coenobita perlatus H. Milne-Edwards, 1837
- Coenobita pseudorugosus Nakasone, 1988
- Coenobita purpureus Stimpson, 1858
- Coenobita rubescens Greeff, 1884
- Coenobita rugosus H. Milne-Edwards, 1837
- Coenobita scaevola (Forskål, 1775)
- Coenobita spinosus H. Milne-Edwards, 1837
- Coenobita variabilis McCulloch, 1909
- Coenobita violascens Heller, 1862

## Фотогалерея

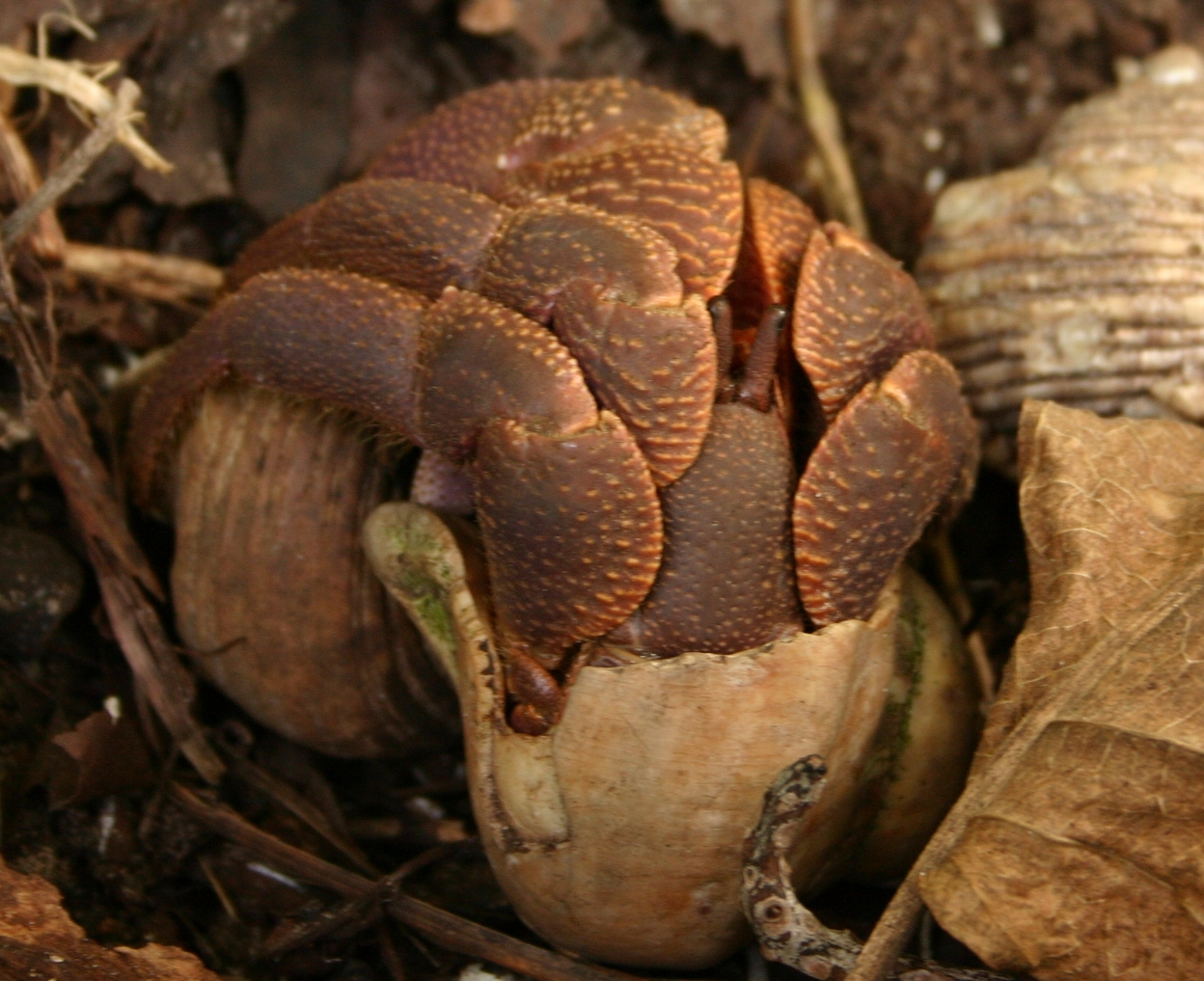
Coenobita brevimanus
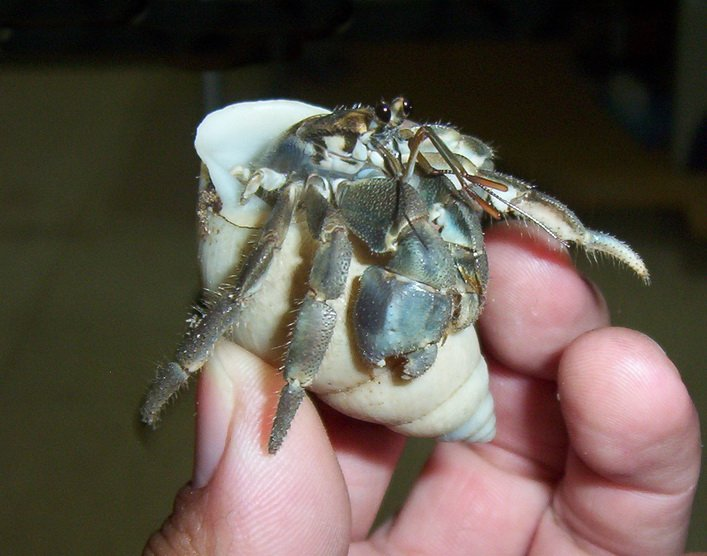
Coenobita cavipes
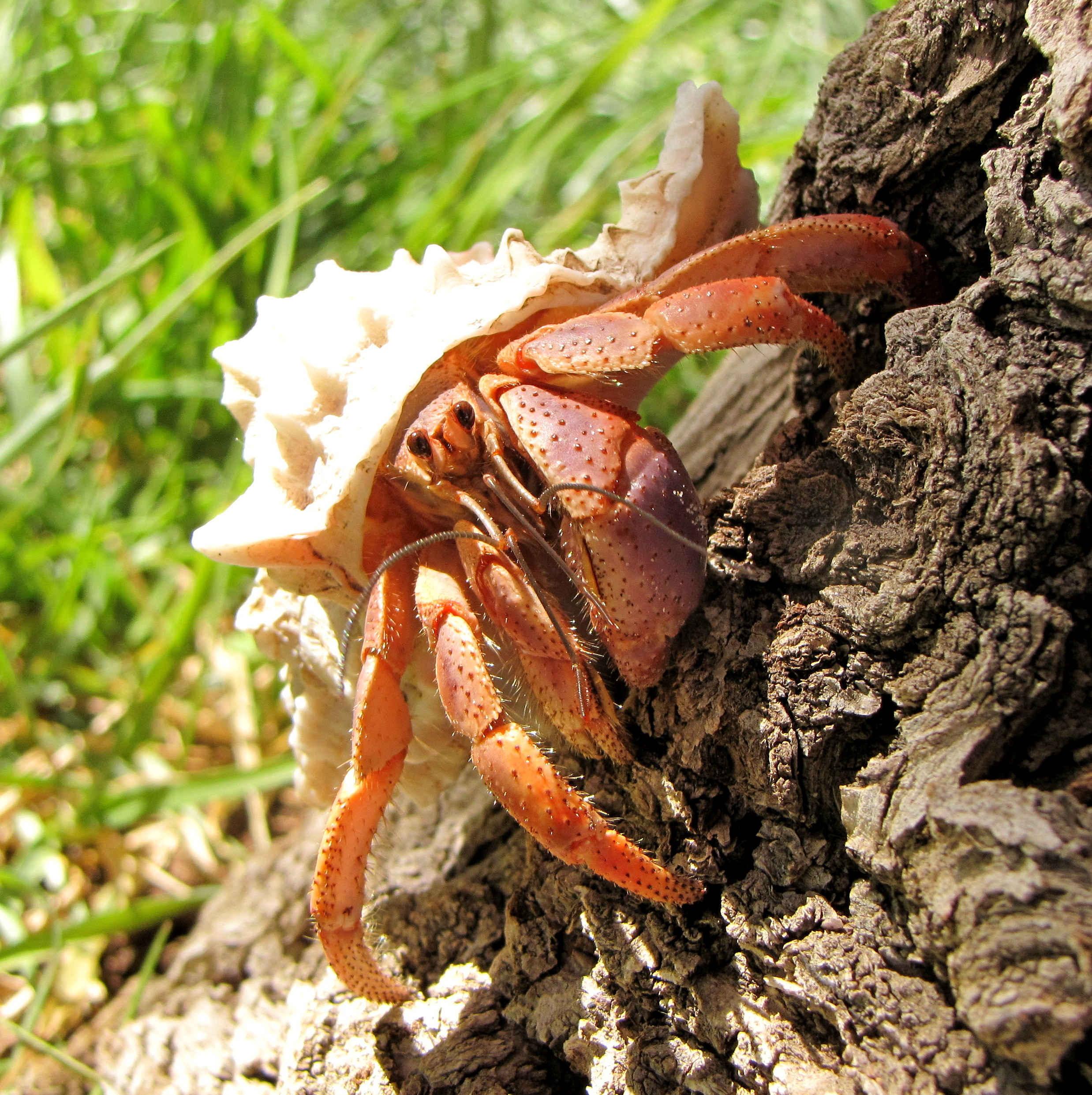
Coenobita clypeatus
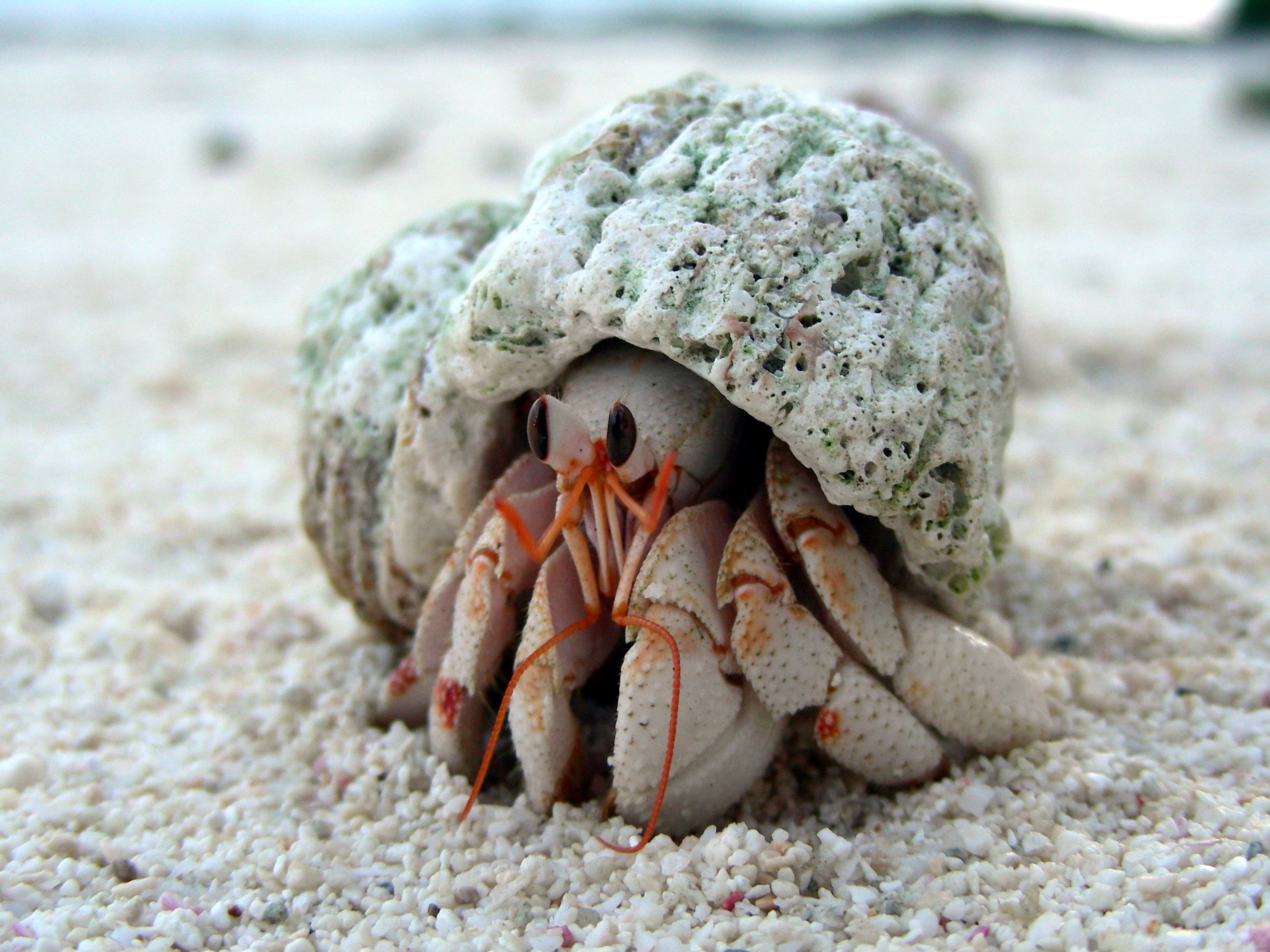
Coenobita perlatus
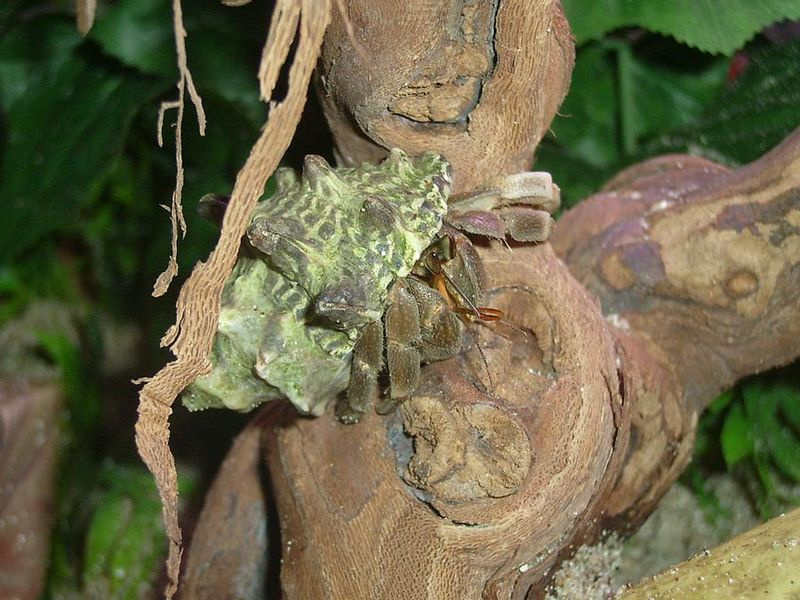
Coenobita rugosus